# Championnat de Guinée-Bissau de football 2000
Navigation
Édition 1993-1994 Édition suivante
La saison 2000 du Championnat de Guinée-Bissau de football est la vingt-troisième édition de la Primeira Divisião, le championnat de première division en Guinée-Bissau. Les dix meilleures équipes du pays se retrouvent au sein d'une poule unique où elles s'affrontent à deux reprises. 
C'est le Sporting Clube de Bissau, tenant du titre, qui remporte à nouveau la compétition cette saison après avoir terminé en tête du classement final, avec deux points d'avance sur le Sport Bissau e Benfica et l'UDI Bissau. C'est le neuvième titre de champion de Guinée-Bissau de l'histoire du club.

## Les clubs participants
- Sporting Clube de Bissau
- Sport Portos de Bissau
- UDI Bissau
- Sport Bissau e Benfica
- Mavegro Futebol Clube
- ADR Mansaba
- Flamengo Futebol Clube
- Desportivo Recreativo Cultural de Farim
- Futebol Clube de Cuntum
- CF Os Balantas

## Compétition

### Classement
Le classement est établi sur le barème de points suivant : victoire à 3 points, match nul à 1, défaite à 0.
| Rang | Équipe                                  | Pts | J  | G  | N | P  | Bp | Bc | Diff |
| ---- | --------------------------------------- | --- | -- | -- | - | -- | -- | -- | ---- |
| 1    | Sporting Clube de BissauT               | 38  | 18 | 11 | 5 | 2  | 28 | 12 | +16  |
| 2    | Sport Bissau e Benfica                  | 36  | 18 | 11 | 3 | 4  | 32 | 13 | +19  |
| 3    | UDI Bissau                              | 36  | 18 | 11 | 3 | 4  | 26 | 12 | +14  |
| 4    | Sport Portos de BissauC                 | 33  | 17 | 10 | 3 | 4  | 28 | 12 | +16  |
| 5    | Mavegro Futebol Clube                   | 27  | 17 | 7  | 6 | 4  | 21 | 19 | +2   |
| 6    | CF Os Balantas                          | 21  | 17 | 6  | 3 | 8  | 25 | 19 | +6   |
| 7    | ADR Mansaba                             | 14  | 18 | 3  | 5 | 10 | 9  | 32 | -23  |
| 8    | Desportivo Recreativo Cultural de Farim | 13  | 17 | 4  | 1 | 12 | 15 | 33 | -18  |
| 9    | Flamengo Futebol Clube                  | 12  | 17 | 2  | 6 | 9  | 18 | 35 | -17  |
| 10   | Futebol Clube de Cuntum                 | 12  | 17 | 3  | 3 | 11 | 14 | 27 | -13  |

|  | Champion de Guinée-Bissau 2000                                 |
|  | T : Tenant du titre C : Vainqueur de la Coupe de Guinée-Bissau |

## Bilan de la saison
| Championnat de Guinée-Bissau de football 2000 |                                     |
| Champion                                      | Sporting Clube de Bissau (9e titre) |
| Coupes et trophées                            |                                     |
| Vainqueur de la Coupe de Guinée-Bissau 2000   | Sport Portos de Bissau              |
| Qualifications continentales                  |                                     |
| Ligue des champions de la CAF 2001            | Aucun                               |
| Coupe des Coupes 2001                         | Aucun                               |
| Coupe de la CAF 2001                          | Aucun                               |
| Promotions et relégations                     |                                     |
| Promus en Primeira Divisião                   | Aucun                               |
| Relégués en Segunda Divisião                  | Aucun                               |